# Elcat

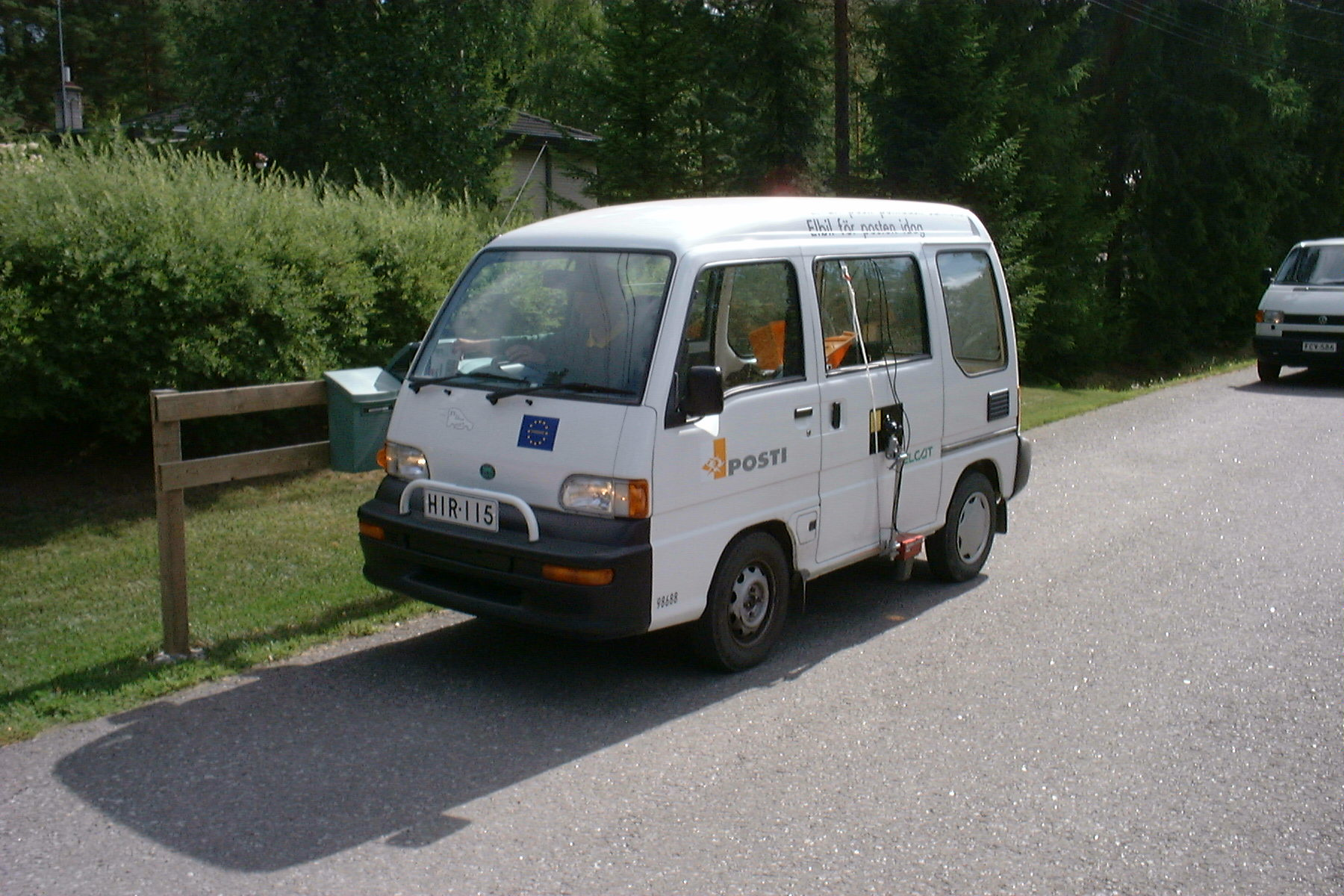
Elcat cityvan

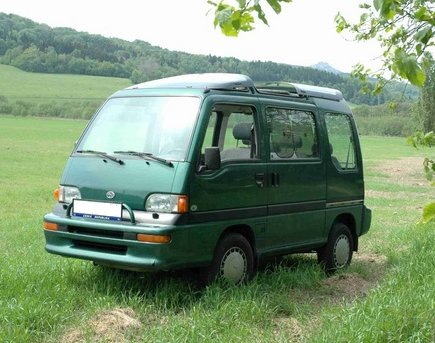
Subaru libero

Elcat är ett finländskt företag som tillverkade elbilar. Företaget har sin sätesort i Träskända, Finland och ägdes tidigare av Fortum men såldes i början av 2000-talet. Elcat byggdes på Subaru libero chassit.